# Ian Taylor
Ian Taylor, född den 24 september 1954 i Bromsgrove, Storbritannien, är en brittisk landhockeyspelare.
Han tog OS-brons i herrarnas landhockeyturnering i samband med de olympiska landhockeytävlingarna 1984 i Los Angeles.
Därefter tog Taylor OS-guld i herrarnas landhockeyturnering i samband med de olympiska landhockeytävlingarna 1988 i Seoul.